# يعقوب يوسف
يعقوب يوسف عبد الله عيسى آل علي (مواليد 12 سبتمبر 1999، لاعب كرة قدم إماراتي يجيد اللعب في الهجوم مع نادي الحمرية.

## مسيرة اللاعب
لعب مع نادي الإمارات ونادي العروبة ونادي الحمرية.

## روابط خارجية
- يعقوب يوسف على موقع Soccerway.com (الإنجليزية)